# آبروکسباخ
آبروکسباخ (به انگلیسی: Abrocksbach)، رودخانه‌ای از نوردراین-وستفالن، آلمان است. این رود به رودخانه امس، نزدیک هارزه‌وینکل می‌ریزد.